# المگزیها
ال-مگزیها یک منطقهٔ مسکونی در لیبی است که در بنغازی واقع شده‌است.